# 王秀蓮
王秀蓮（1929年5月19日—2023年9月10日），臺灣臺南人，是臺灣第一位通過建築師考試（1953年）的女建築師。

## 生平
王秀蓮於1929年出生於一個開設布莊的家庭，1937年就讀明治公學校（今臺南市成功國小），1943年就讀臺南第二高女，1948年就讀由臺灣總督府臺南高等工業學校轉型後的臺灣省立工學院，並於1952成為該校建築系第一屆畢業生，1954年與建築系同班同學林錫山結婚並一起在臺南開業，林錫山於1968年當選臺南市長。

## 工作經歷
1953年在臺灣省立工學院擔任教職，同年12月考取建築師執照，因四處求職不順利而選擇自行開業，在臺南家中成立秀山建築師事務所。1969年獲中華民國第二屆建築金鼎獎優秀建築師。執業將近60年，設計建案逾700件。

## 主要建築作品
- 1953年：新三東工業股份有限公司廠房[8]
- 1954年：南區民眾服務站[8]
- 1955年：省立臺南女中宿舍、軍械庫[8]
- 1957年：豐年工業股份有限公司廠房[8]
- 1958年：臺南民族路林宅（與金長銘合作）[5]
- 1960年：臺南市華洲飯店[8]
- 1965年：臺南市博愛路林宅[1]
- 1969年：臺南市東門路林宅[1]
- 1970年：臺南市聖功女中大禮堂克彬堂[9]
- 1971年：基督教浸信會恩慈堂[10]
- 1987年：臺南市進學國小正宗館